# Dario Kostović
Dario Kostović (Spalato, 8 agosto 1980) è un ex hockeista su ghiaccio croato naturalizzato svizzero che ha concluso la propria carriera con il Medveščak Zagabria, squadra della Kontinental Hockey League.

## Carriera
Dario Kostović inizia a giocare nel settore giovanile dei Kloten Flyers, dal 1996 al 2000, arrivando ad esordire in Lega Nazionale A già nella stagione 1999-2000. Con gli aviatori disputò sei stagioni consecutive, oltre ad un breve prestito al farm-team in Lega Nazionale B dell'HC Thurgau. Nel 2005 viene ceduto al Lausanne HC, squadra della LNB, con cui disputò una sola stagione prima di ritornare in LNA con la maglia dell'HC Ambrì-Piotta.
Nel 2007 venne ingaggiato dai rivali dell'HC Lugano, squadra con cui giocò fino alla fine della stagione 2010-2011. All'interno della presenza con i bianconeri fu ceduto in prestito prima all'EHC Chur e poi per metà della stagione 2009-2010 ai ZSC Lions. Il 25 marzo 2011 fu ufficializzata la sua cessione alla squadra croata del Medveščak Zagabria, militante nel campionato austriaco.

## Statistiche
Statistiche aggiornate a marzo 2012.

### Statistiche nei club
| Stagione  | Squadra          | Stagione regolare | Stagione regolare | Stagione regolare | Stagione regolare | Stagione regolare | Stagione regolare | Playoff | Playoff | Playoff | Playoff | Playoff |
| Stagione  | Squadra          | Lega              | P                 | G                 | A                 | Pt                | PIM               | P       | G       | A       | Pt      | PIM     |
| --------- | ---------------- | ----------------- | ----------------- | ----------------- | ----------------- | ----------------- | ----------------- | ------- | ------- | ------- | ------- | ------- |
| 1996-1997 | Kloten U20       | Elite Jr. A       | 28                | 5                 | 7                 | 12                | -                 |         |         |         |         |         |
| 1997-1998 | Kloten U20       | Elite Jr. A       | 23                | 6                 | 7                 | 13                | 8                 |         |         |         |         |         |
| 1998-1999 | Kloten U20       | Elite Jr. A       | 5                 | 0                 | 1                 | 1                 | 0                 |         |         |         |         |         |
| 1999-2000 | Kloten U20       | Elite Jr. A       | 17                | 7                 | 5                 | 12                | 18                | 4       | 3       | 2       | 5       | 2       |
|           | Kloten           | NLA               | 23                | 0                 | 0                 | 0                 | 4                 | 2       | 0       | 0       | 0       | 0       |
| 2000-2001 | Kloten           | NLA               | 43                | 4                 | 5                 | 9                 | 22                | 9       | 1       | 0       | 1       | 6       |
|           | Thurgau          | NLB               | 2                 | 1                 | 0                 | 1                 | 4                 |         |         |         |         |         |
| 2001-2002 | Kloten           | NLA               | 39                | 2                 | 2                 | 4                 | 55                | 7       | 1       | 1       | 2       | 2       |
| 2002-2003 | Kloten           | NLA               | 38                | 7                 | 5                 | 12                | 74                | 5       | 1       | 0       | 1       | 8       |
| 2003-2004 | Kloten           | NLA               | 12                | 0                 | 1                 | 1                 | 4                 |         |         |         |         |         |
| 2004-2005 | Kloten           | NLA               | 35                | 1                 | 3                 | 4                 | 26                | 5       | 0       | 0       | 0       | 0       |
| 2005-2006 | Lausanne         | NLB               | 39                | 17                | 6                 | 23                | 100               | 12      | 1       | 3       | 4       | 18      |
| 2006-2007 | Ambrì-Piotta     | NLA               | 42                | 11                | 8                 | 19                | 24                | 7       | 3       | 3       | 6       | 2       |
| 2007-2008 | Lugano           | NLA               | 34                | 2                 | 1                 | 3                 | 31                | 5       | 0       | 0       | 0       | 0       |
|           | Chur             | NLB               | 1                 | 0                 | 0                 | 0                 | 0                 |         |         |         |         |         |
| 2008-2009 | Lugano           | NLA               | 50                | 4                 | 9                 | 13                | 24                | 6       | 0       | 0       | 0       | 4       |
| 2009-2010 | Lugano           | NLA               | 21                | 0                 | 2                 | 2                 | 6                 |         |         |         |         |         |
|           | ZSC              | NLA               | 26                | 2                 | 3                 | 5                 | 14                | 3       | 0       | 0       | 0       | 2       |
| 2010-2011 | Lugano           | NLA               | 44                | 2                 | 3                 | 5                 | 41                | -       | -       | -       | -       | -       |
|           |                  | Playout           | 4                 | 0                 | 0                 | 0                 | 0                 |         |         |         |         |         |
| 2011-2012 | Medvescak Zagreb | Austria           | 46                | 5                 | 5                 | 10                | 75                | 9       | 0       | 1       | 1       | 14      |